# Штанге, Бернд
Бернд Шта́нге (нем. Bernd Stange; род. 14 марта 1948, Добершау-Гаусиг, Саксония) — немецкий футболист и футбольный тренер.

## Биография
Воспитанник футбольной команды «Хеми» (Гнашвиц) (нем. BSG Chemie Gnaschwitz). В 1965 году перешёл в клуб «Форвертс» (Баутцен) (нем. ASG Vorwärts Bautzen), с 1966 по 1970 год играл за Немецкую высшую школу физической культуры (ДХфК) (нем. Deutsche Hochschule für Körperkultur), где получил диплом тренера.
Первым клубом в его тренерской карьере стала команда из Восточной Германии «Карл Цейсс» (победы в чемпионате ГДР в 1972 и 1975 и в Кубке ГДР в 1973 и 1974). А с 1983 по 1988 Штанге работал уже с сборной ГДР. Потом он вернулся в «Карл Цейсс» (уже в объединённую Бундеслигу), а затем стал наставником берлинской «Герты». Вскоре случился инцидент со Штази, и Бернд Штанге остался без работы. Неудачно закончилась работа с лейпцигским «Локомотивом». Он принял решение работать с иностранными командами.
Первой командой из бывшего СССР, принявшей тренера, стал днепропетровский «Днепр» (1995). За неполных полтора сезона под руководством Бернда «днепряне» взяли два комплекта бронзовых медалей и вышли в финал Кубка Украины, в котором в серии послематчевых пенальти уступили «Шахтёру». Через год Штанге переехал в Киев и стал наставником киевского «ЦСКА-Борисфен». Вместе с наставником из «Днепра» перешли восемь основных футболистов: Евтушок, Скрипник, Ковалец, Мизин, Полунин, Нагорняк, Шаран и Паляница — все с опытом игры в национальной сборной. Штанге проводил с командой занятия в Австрии, когда власть в «ЦСКА-Борисфене» сменилась. За несколько дней до старта нового чемпионата, в котором киевской команде под руководством немца отводилась роль одного из фаворитов, прозвучала информация, что клуб распался на две части. «Борисфен» исчез вообще, а ЦСКА возглавили новый президент — Михаил Гриншпон и новый главный тренер — Владимир Лозинский.
В 1998 году он стал наставником австралийского «Перт Глори» и привёл его к победе в 2000 году, однако Суперкубок Австралии им завоевать не удалось. За время работы Штанге получил австралийское гражданство. В 2001 году он пришёл в сборную Омана, но не продержался там и трёх месяцев. Следующей стала сборная Ирака, но ввиду войны в Ираке он не смог работать в нормальном режиме.
В 2005 году он стал наставником кипрского клуба «Аполлон» и привёл его к победе в национальном чемпионате 2005/06, а затем и в борьбе за Суперкубок Кипра. Но срок контракта истекал, продлить его не было возможности, а вскоре «Аполлон» стал проигрывать. Штанге покинул пост тренера ещё до истечения срока действия контракта.
С 2007 по 2011 год Штанге тренировал белорусскую сборную. Хотя квалификацию Евро-2008 пройти не удалось, белорусы заняли 4-е место в группе, победив голландцев в последнем матче. Не удалось пройти квалификацию и на чемпионат мира в Южной Африке — белорусы попали в трудную группу с Англией, Украиной, Хорватией, Казахстаном и Андоррой. Белорусы стали снова четвёртыми, опередив лишь Казахстан и Андорру. Несмотря на неубедительный результат, Штанге продлил контракт ещё на 2 года, однако после провала квалификации на ЧЕ-2012 покинул сборную Беларуси.
В мае 2013 года возглавил сборную Сингапура. Под его руководством команда не смогла пробиться на Кубок Азии и защитить титул чемпиона АСЕАН.
1 февраля 2018 года стал главным тренером сборной Сирии. После проигрыша Иордании на Кубке Азии 2019 года со счётом 0:2 был уволен с поста тренера.

## Награды
В 1984 году Штанге был награждён орденом «За заслуги перед Отечеством» в бронзе. Признавался тренером года в Австралии (2001) и на Кипре (2006).